# Лауреаты премии Вольфа (медицина)
Премия Вольфа по медицине присуждается один раз в год фондом Вольфа в Израиле. Это одна из шести премий Вольфа, учреждённых Фондом, она вручается с 1978; остальные премии включают в себя: сельскохозяйственную, по химии, математике, физике и в области искусств. Является одной из наиболее престижных премий в области медицины.

## Лауреаты
| Год    | Лауреат                                           | Страна                                                  | Обоснование награды |
| ------ | ------------------------------------------------- | ------------------------------------------------------- | --- |
| 1978   | Джордж Снелл                                      | США                                                     | Оригинальный текст (англ.)for discovery of H-2 antigens, which codes for major transplantation antigens and the onset of the immune response. |
| 1978   | Жан Доссе                                         | Франция                                                 | Оригинальный текст (англ.)for discovering the HL-A system, the major histocompatibility complex in man and its primordial role in organ transplantation. |
| 1978   | Йон ван Руд                                       | Нидерланды                                              | Оригинальный текст (англ.)for his contribution to the understanding of the complexity of the HL-A system in man and its implications in transplantation and in disease. |
| 1979   | Роджер Сперри                                     | США                                                     | за его исследования по функциональной дифференциации правого и левого полушарий головного мозга. |
| 1979   | Арвид Карлссон                                    | Швеция                                                  | за его работы, установившие роль допамина в качестве нейротрансмиттера. |
| 1979   | Олег Горникевич                                   | Австрия                                                 | за открытие нового подхода в борьбе с болезнью Паркинсона с помощью леводопы. |
| 1980   | Мильштейн, Сесар Закс, Лео Гованс, Джеймс Лирмонт | Аргентина / Великобритания; · Израиль; · Великобритания | Оригинальный текст (англ.)for their contributions to knowledge of the function and dysfunction of the body cells through their studies on the immunological role of the lymphocytes, the development of specific antibodies and the elucidation of mechanisms governing the control and differentiation of normal and cancer cells. |
| 1981   | Мак-Клинток, Барбара                              | США                                                     | Оригинальный текст (англ.)for her imaginative and important contributions to our understanding of chromosome structure behaviour and function, and for her identification and description of transposable genetic (mobile) elements.                                                                                                |
| 1981   | Коэн, Стэнли Норман                               | США                                                     | Оригинальный текст (англ.)for his concepts underlying genetic engineering; for constructing a biologically functional hybrid plasmid, and for achieving actual expression of a foreign gene implanted in E. coli by the recombinant DNA method.                                                                                     |
| 1982   | Шанжё, Жан-Пьер                                   | Франция                                                 | Оригинальный текст (англ.)for the isolation, purification and characterization of the acetylcholine receptor. |
| 1982   | Снайдер, Соломон                                  | США                                                     | Оригинальный текст (англ.)for the development of the ways to label neurotransmitter receptors which provide tools to describe their properties. |
| 1982   | Блэк, Джеймс                                      | Великобритания                                          | Оригинальный текст (англ.)for developing agents which block beta adrenergic and histamine receptors. |
| 1983/4 | Не присуждалась                                   | Не присуждалась                                         | Не присуждалась |
| 1984/5 | Штайнер, Дональд                                  | США                                                     | Оригинальный текст (англ.)for his discoveries concerning the bio-synthesis and processing of insulin which have had profound implications for basic biology and clinical medicine. |
| 1986   | Хаяиси, Осаму                                     | Япония                                                  | за открытие ферментов оксигеназы и выяснение их структуры и биологического значения. |
| 1987   | Куатрекасас, Педро Вилчек, Меир                   | США · Израиль                                           | Оригинальный текст (англ.)for the invention and development of affinity chromatography and its applications to biomedical sciences. |
| 1988   | Эрс, Анри Нойфельд, Элизабет                      | Бельгия · США                                           | Оригинальный текст (англ.)for the biochemical elucidation of lysosomal storage diseases and the resulting contributions to biology, pathology, prenatal diagnosis and therapeutics. |
| 1989   | Гердон, Джон                                      | Великобритания                                          | Оригинальный текст (англ.)for his introduction of the xenopus oocyte into molecular biology and his demonstration that the nucleus of a differentiated cell and of the egg differ in expression but not in the content of genetic material.                                                                                         |
| 1989   | Льюис, Эдвард                                     | США                                                     | Оригинальный текст (англ.)for his demonstration and exploration of the genetic control of the development of body segments by homeotic genes. |
| 1990   | Маккарти, Маклин                                  | США                                                     | Оригинальный текст (англ.)for his part in the demonstration that the transforming factor in bacteria is due to deoxyribonucleic acid (DNA) and the concomitant discovery that the genetic material is composed of DNA. |
| 1991   | Бензер, Сеймур                                    | США                                                     | Оригинальный текст (англ.)for having generated a new field of molecular neurogenetics by his pioneering research on the dissection of the nervous system and behavior by gene mutations. |
| 1992   | Фолкман, Джуда                                    | США                                                     | Оригинальный текст (англ.)for his discoveries which originated the concept and developed the field of angiogenesis research. |
| 1993   | Не присуждалась                                   | Не присуждалась                                         | Не присуждалась |
| 1994/5 | Берридж, Майкл Ясутоми Нисидзука                  | Великобритания · Япония                                 | за их открытия, касающиеся трансмембранной передачи сигналов с участием фосфолипидов и кальция. |
| 1995/6 | Прузинер, Стенли                                  | США                                                     | Оригинальный текст (англ.)for discovering prions, a new class of pathogens that cause important neurodegenerative disease by inducing changes in protein structure. |
| 1997   | Мэри Фрэнсис Лайон                                | Великобритания                                          | Оригинальный текст (англ.)for her hypothesis concerning the random inactivation of X-chromosomes in mammals. |
| 1998   | Села, Майкл Арнон, Рут                            | Израиль · Израиль                                       | Оригинальный текст (англ.)for their major discoveries in the field of immunology. |
| 1999   | Кандел, Эрик                                      | США                                                     | Оригинальный текст (англ.)for the elucidation of the organismic, cellular and molecular mechanisms whereby short-term memory is converted to a long-term form. |
| 2000   | Не присуждалась                                   | Не присуждалась                                         | Не присуждалась |
| 2001   | Гершко, Аврам Варшавский, Александр Яковлевич     | Израиль; · Россия / США                                 | Оригинальный текст (англ.)for the discovery of the ubiquitin system of intracellular protein degradation and the crucial functions of this system in cellular regulation. |
| 2002/3 | Ralph L. Brinster                                 | США                                                     | Оригинальный текст (англ.)for the development of procedures to manipulate mouse ova and embryos, which has enabled transgenesis and its applications in mice. |
| 2002/3 | Капекки, Марио Смитис, Оливер                     | Италия / США; · Великобритания / США                    | Оригинальный текст (англ.)for their contribution to the development of gene-targeting, enabling elucidation of gene function in mice. |
| 2004   | Вайнберг, Роберт                                  | США                                                     | Оригинальный текст (англ.)for his discovery that cancer cells including human tumor cells, carry somatically mutated genes-oncogenes that operate to drive their malignant proliferation. |
| 2004   | Тсиен, Роджер                                     | США                                                     | Оригинальный текст (англ.)for his seminal contribution to the design and biological application of novel fluorescent and photolabile molecules to analyze and perturb cell signal transduction. |
| 2005   | Левицкий, Александр                               | Израиль                                                 | Оригинальный текст (англ.)for pioneering signal transduction therapy and for developing tyrosine kinase inhibitors as effective agents against cancer and a range of other diseases. |
| 2005   | Хантер, Энтони                                    | Великобритания / США                                    | Оригинальный текст (англ.)for the discovery of protein kinases that phosphorylate tyrosine residues in proteins, critical for the regulation of a wide variety of cellular events, including malignant transformation. |
| 2005   | Поусон, Энтони Джеймс                             | Великобритания / Канада                                 | Оригинальный текст (англ.)for his discovery of protein domains essential for mediating protein-protein interactions in cellular signaling pathways, and the insights this research has provided into cancer. |
| 2006/7 | Не присуждалась                                   | Не присуждалась                                         | Не присуждалась |
| 2008   | Сидар, Хаим Разин, Аарон                          | Израиль · Израиль                                       | За их фундаментальный вклад в понимание роли метилирования ДНК в контроле экспрессии генов. |
| 2009   | Не присуждалась                                   | Не присуждалась                                         | Не присуждалась |
| 2010   | Аксель Ульрих                                     | Германия                                                | Оригинальный текст (англ.)for groundbreaking cancer research that has led to development of new drugs. |
| 2011   | Синъя Яманака Рудольф Йениш                       | Япония; · Германия / США                                | Оригинальный текст (англ.)for the generation of induced pluripotent stem cells (iPS cells) from skin cells (SY) and demonstration that iPS cells can be used to cure genetic disease in a mammal, thus establishing their therapeutic potential (RJ).                                                                               |
| 2012   | Рональд Марк Эванс                                | США                                                     | Оригинальный текст (англ.)for his discovery of the gene super-family encoding nuclear receptors and elucidating the mechanism of action of this class of receptors. |
| 2013   | Не присуждалась                                   | Не присуждалась                                         | Не присуждалась |
| 2014   | Нахум Зоненберг                                   | Израиль / Канада                                        | Оригинальный текст (англ.)for his discovery of the proteins that control the protein expression mechanism and their operation. |
| 2014   | Гэри Равкан Виктор Эмброс                         | США · США                                               | Оригинальный текст (англ.)for the discovery of the micro-RNA molecules that play a key role in controlling gene expression in natural processes and disease development. |
| 2015   | Джон Капплер Филиппа Маррак Джеффри Раветч        | США · США · США                                         | Оригинальный текст (англ.)for major contributions to the understanding of the key antigen-specific molecules, the T cell receptor for antigen and antibodies and how these molecules participate in immune recognition and effector function.                                                                                       |
| 2016   | Льюис Кэнтли                                      | США                                                     | Оригинальный текст (англ.)For discovery of phosphoinositide-3 kinases and their roles in physiology and disease |
| 2016   | C. Ronald Kahn                                    | США                                                     | Оригинальный текст (англ.)For pioneering studies defining insulin signaling and its alterations in disease |
| 2017   | Джеймс Эллисон                                    | США                                                     | за работы по иммунотерапии рака |
| 2018   | Не присуждалась                                   | Не присуждалась                                         | Не присуждалась |
| 2019   | Джеффри Фридман                                   | США                                                     | Оригинальный текст (англ.)for the identification of Leptin, the hormone responsible for regulating bodyweight and obesity |
| 2020   | Дженнифер Дудна                                   | США                                                     | Оригинальный текст (англ.)for revealing the medicine-revolutionizing mechanism of bacterial immunity via RNA-guided genome editing |
| 2020   | Эммануэль Шарпантье                               | Франция                                                 | Оригинальный текст (англ.)for deciphering and repurposing the bacterial CRISPR/Cas9 immune system for genome editing |
| 2021   | Адриан Крайнер                                    | США                                                     | Оригинальный текст (англ.)for his fundamental mechanistic discoveries on RNA splicing leading to a world’s first treatment for spinal muscular atrophy (SMA) |
| 2021   | Линн Макуат                                       | США                                                     | Оригинальный текст (англ.)for discovering a mechanism that destroys mutant mRNA in cells – non-sense mediated mRNA decay (NMD) |
| 2021   | Джоан Стейц                                       | США                                                     | Оригинальный текст (англ.)for ground-breaking discoveries on RNA processing and its function |
| 2022   | Не присуждалась                                   | Не присуждалась                                         | Не присуждалась |
| 2023   | Дэниэл Друкер                                     | Канада                                                  | Оригинальный текст (англ.)for pioneering work in elucidating the mechanisms and therapeutic potential of enteroendocrine hormones |